# Besdolus ravizzarum
Besdolus ravizzarum är en bäcksländeart som beskrevs av Peter Zwick och Weinzierl 1995. Besdolus ravizzarum ingår i släktet Besdolus och familjen rovbäcksländor. Inga underarter finns listade i Catalogue of Life.